# Google Nest
Google Nest — компанія, яка розробляє та виробляє елементи розумного дому — сенсорно керовані, підключені через Wi-Fi, самонавчальні, програмовані термостати та детектори диму. Штаб-квартира розташована в Пало-Альто, Каліфорнія. Серед засновників компанії в 2010 році, були колишні інженери Apple — Тоні Фоделл (Tony Fadell) і Метт Роджерс (Matt Rogers). Кількість співробітників компанії швидко зросла до більш 130 співробітників до кінця 2012 року.
Компанія представила свій перший продукт, Nest Learning Thermostat, в 2011 році. У жовтні 2013, Nest Labs анонсувала детектор паління та чадного газу.
14 січня 2014 року Google придбав Nest Labs за 3,2 млрд доларів готівкою. На цей момент у компанії було 280 працівників. До кінця 2015 року кількість працівників збільшилась до 1100.